# MPT-1327
MPT 1327 definisce uno standard per i sistemi radio PMR trunked, inizialmente definito, nel gennaio 1988, dalla  British Radiocommunications Agency.
Questo sistema viene utilizzato principalmente in Europa, Sud Africa, Nuova Zelanda, Australia ed anche Cina.
Le reti MPT vengono attualmente installate in tutto il mondo, vista l'economicità rispetto al sistema TETRA, sviluppato successivamente dall'European Telecommunications Standards Institute (ETSI), come alternativa digitale ai sistemi analogici FM. per le reti radio trunked.
Rispetto al TETRA un sistema MPT1327 risulta meno costoso, più facile da installare, gli apparati sono simili a quelli utilizzati per i sistemi PMR semplici. Inoltre trattandosi di un sistema analogico FM per la fonia e con la trasmissione dati a 1200 bps non si ha l'effetto di soglia tipico dei sistemi di trasmissione radio digitali.
Lo svantaggio principale rispetto al TETRA è che la cifratura delle comunicazioni non è prevista dallo standard di base ed inoltre risulta complessa la gestione di reti isofrequenza.